# Адорп (Оверейсел)
Адорп (нід. Aadorp) — село в нідерландській провінції Оверейсел. Входить до муніципалітету Алмело.
Його площа становить 1,54 км², а населення станом на 2021 рік складало 1 540 осіб.
Перша згадка про населений пункт датується 1867 роком.

## Галерея

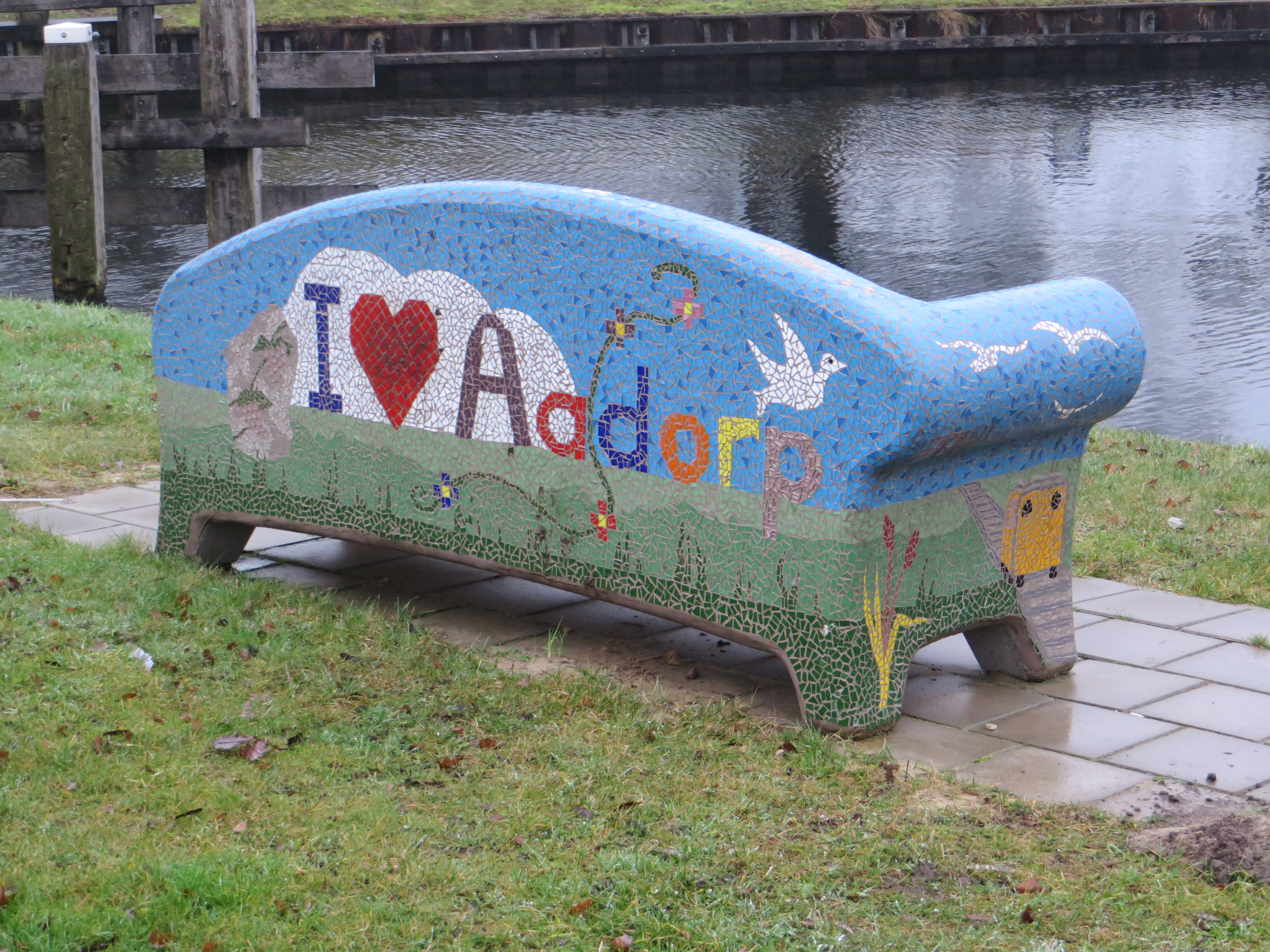
Лава понад каналом
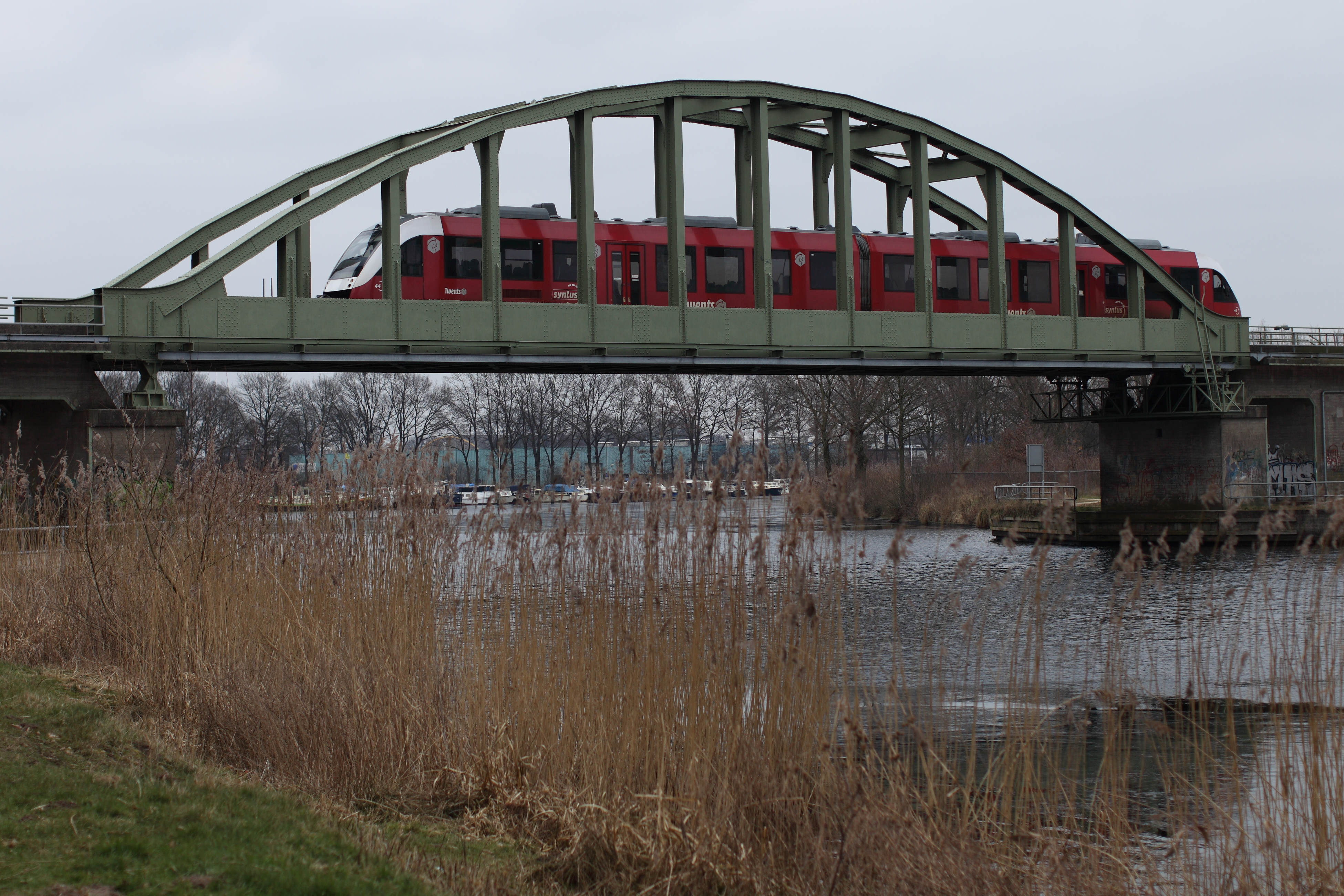
Залізничний міст